# Deportivo Rayo Zuliano
Deportivo Rayo Zuliano ist ein venezolanischer Fußballverein aus Maracaibo. Zur Saison 2023 fusionierte der Verein mit Zulia FC. Das Team von Rayo Zuliano wird auch Azul Amarillo genannt.

## Geschichte
Deportivo Rayo Zuliano wurde 2005 gegründet und spielte in der ersten offiziellen Saison im Torneo Aspirantes, der dritten Liga des Landes. Der Verein trat 2007 in die neu geschaffene Tercera División ein, verpasste 2007/08 den Aufstieg in die Segunda División nur knapp und landete in den beiden Folgejahren im Mittelfeld der Tabelle. Anschließend meldete sich der Verein vom Profifußball ab und kehrte erst 2021 zurück, als der Verein mit Atlético Furrial fusionierte. Nach zwei Jahren in der Segunda División gab Deportivo Rayo Zuliano die Fusion mit Erstligist Zulia FC, dessen Ligaplatz und Spieler übernommen wurden, bekannt. In der Saison 2023 qualifizierte sich Rayo Zuliano mit dem achten Platz für die Copa Sudamericana 2024, in der das Team in der Gruppenphase scheiterte.

## Stadion
Rayo Zuliano trägt seine Heimspiele im 1971 eröffneten Estadio José Encarnación Romero aus, das eine Kapazität von 40.800 Plätzen hat.